# Graf DK 58

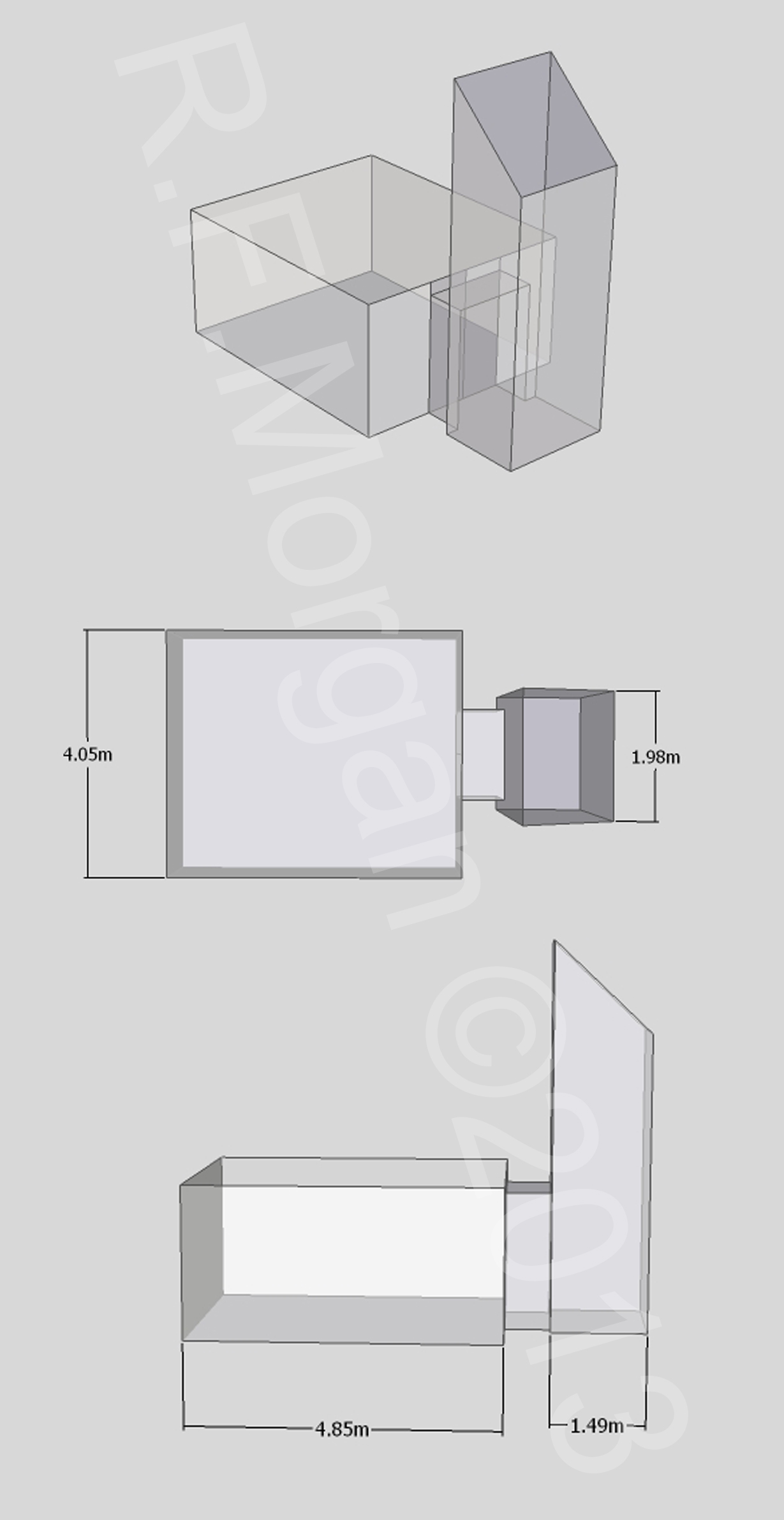
Schematische weergave van graf DK 58

Graf DK 58 is een klein graf uit de Vallei der Koningen. Het graf werd ontdekt in januari 1909 door Harold Jones. Het staat bekend onder de naam Wagengraf, en het bevat enkele overblijfselen van het graf van farao Eje (WV 23).